# Garrya congdonii
Garrya congdonii är en garryaväxtart som beskrevs av Alice Eastwood. Garrya congdonii ingår i släktet Garrya och familjen garryaväxter.
Artens utbredningsområde är Kalifornien. Inga underarter finns listade.

## Bildgalleri

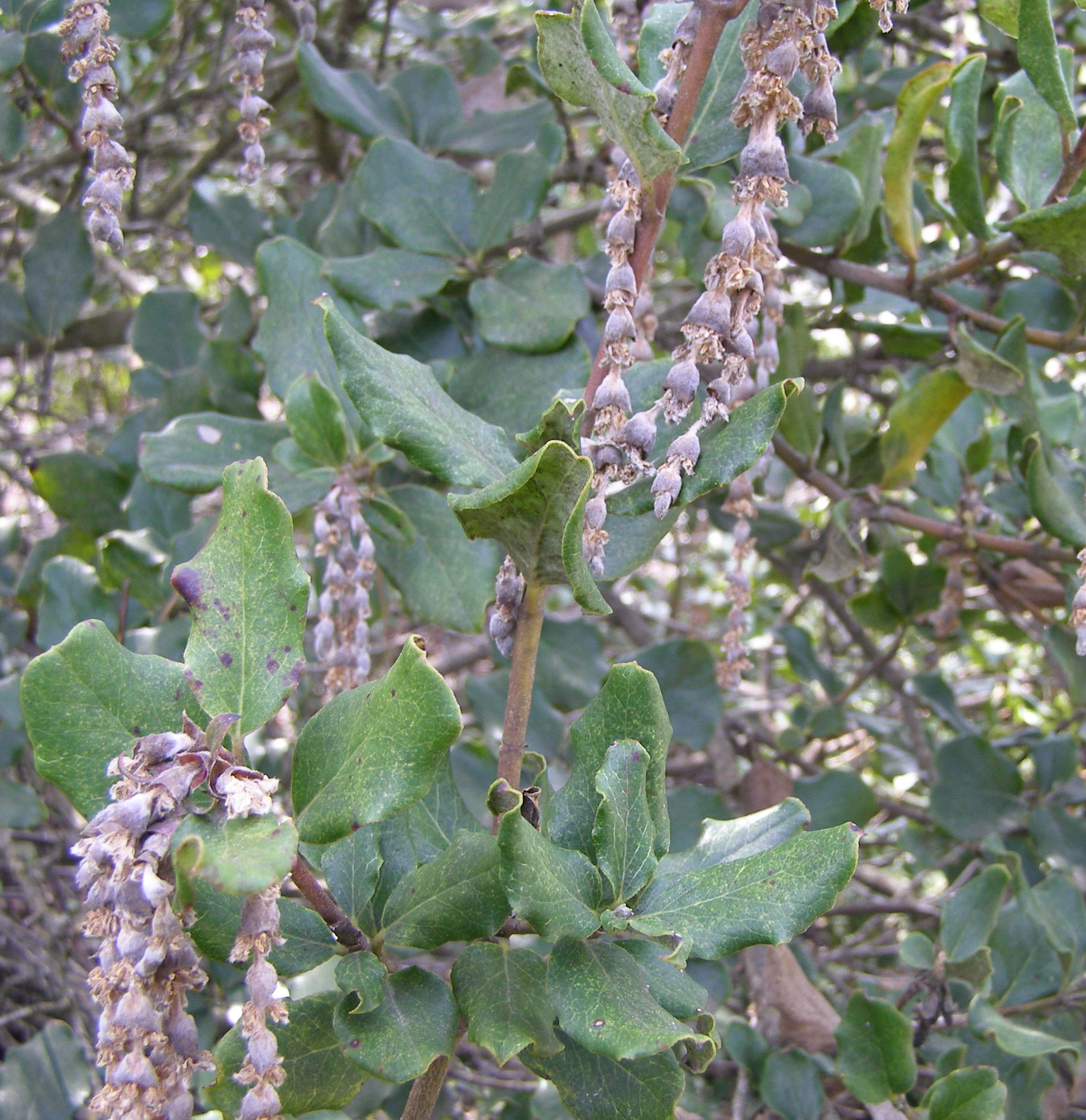